# 阮登第
阮登第（越南语：／；1669年—1727年），乂安德光府天祿縣人，廣南國政治人物。

## 生平
阮登第本姓鄭，是後黎朝兵部尚書鄭柑的七世孫，為人溫雅莊正，學問淵博，童年有相士對他說：「眼竅藏神，是貴人命格，可惜耳低不能登高第。」正和二十二年（1701年）中生徒，明王阮福淍年間補任訓導，外任明靈知縣有政績，陞任文職院書記，奏對稱旨得寵，賜姓阮氏；永盛六年（1710年）五月擢廣南營記錄，任內簡化公事，獎勵風俗，人民愛慕，十一年（1715年）陞正營都知，十三年（1717年）明王以他在廣南治事廉平，得吏民信服，再命他領任廣南記錄，寫下對聯親自賞賜：「立法省刑，更見我朝生汲黯；使民無訟，方知吾國有淮南」保泰五年（1724年）陞正營記錄，上請禁止買賣銅錫鉛鐵各項錢幣，而銅錢若非毀壞者不得揀去。
寧王阮福澍即位，他在保泰七年（1726年）奉命巡查廣南各府，申定各地職官設置，又請求禁止民間賭博姦訟及逃避差役、隱瞞丁口，不久因病致仕，八年（1727年）十一月去世，年五十九歲，追贈金紫榮祿大夫，賜錢帛祭葬。

## 引用
1. 1 2  《大南列傳前編·卷五》：阮登第，其先乂安天祿人，原姓鄭，遠祖鄭柑仕黎官至兵部尚書，及莫氏篡黎，柑乃避居順化，欲招集忠義以圖恢復，未果而卒，其後子孫逐籍于安和 社名屬香茶縣 ，預科目者甚眾，俗諺有：「學同寅，試安和」之語 同寅社名屬富榮縣 。登第柑七世孫，為人溫雅莊正，交學贍博，童年有相者見之曰：「眼竅藏神貴格也，但惜耳低，不登高第。」辛巳年試中生徒，顯宗皇帝朝補訓導，出為明靈知縣，以政績聞，擢入文職院，奏對詳明議論該博，上甚寵異之，賜姓阮。壬寅【庚寅】夏陞廣南營記錄，在職省案牘、勵風俗，民皆愛慕之，乙未秋陞正營都知，丁酉春上以登第前在廣南治事廉平、獄訟止息，素為吏民信服，復命領廣南記錄，親書對聯賜之 立法省刑，更見我朝生汲黯；使民無訟，方知吾國有淮南 。甲辰年陞正營記錄，登第請禁銅錫鉛鐵各項錢，不得通相買賣，銅錢非毀折者不得揀斥，上從之；肅宗初年登第奉命巡檢廣南諸府，申定始立各屬職例，屬五百人以上置該屬記屬各一，四百五十人置記屬一，一百人以下置將臣一，惟華洲、富洲、鎌戶、網兒、河泊等屬設提領一。登第復請禁民閒賭博姦訟，及逃避差役隱漏丁口，皆從之，尋以病致事，丁未冬卒年，五十有九，贈金紫榮祿大夫，厚賜錢帛葬之，子登謹、居貞有別傳。
2. ↑  《大南實錄前編·卷八·顯宗孝明皇帝寔錄下》：（庚寅十九年）五月，以該案范有惠為廣南營該簿，書記阮登第為紀錄。
3. ↑  《大南實錄前編·卷九·肅宗孝寧皇帝寔錄》：（丙午元年）夏四月，北風霖雨不止，命正營記錄阮登第巡檢廣南諸府，申定始立各屬職例。……丁未二年冬十一月，正營記錄阮登第卒。先是登第以病致事，及卒，賜錢帛厚葬之。